# Steganthera alpina
Steganthera alpina är en tvåhjärtbladig växtart som beskrevs av Janet Russell Perkins. Steganthera alpina ingår i släktet Steganthera och familjen Monimiaceae. Inga underarter finns listade i Catalogue of Life.